# Верхній Йонхор
Верхній Йонхор (рос. Верхний Ёнхор) — село Джидинського району, Бурятії Росії. Входить до складу Сільського поселення Боційське.
Населення — 86 осіб (2015 рік).